# Brittney Kade
Brittney Kade (Palm Springs, California; 16 de diciembre de 1999) es una actriz pornográfica, modelo erótica y camgirl transexual estadounidense.

## Biografía
Nació a finales de 1999 en la ciudad californiana de Palm Springs, en el condado de Riverside, con el nombre asignado de Brandon Morrison. Durante el instituto recibió constante acoso escolar por reconocer sentirse diferente, hasta el punto de generarle depresión y miedo para regresar a la escuela. "Antes de convertirme en Brittney mi vida era muy miserable, pero ahora me siento positiva sobre el futuro y me encantaría encontrar a alguien con quien pasar mi vida", expresó en entrevistas.
Comenzó su transición cuando tenía catorce años. En ese mismo período empezó a publicar vídeos en YouTube en los que compartía sus avances con su transición y hormonamiento, además de hablar sobre consejos de belleza.
Tras comenzar una carrera en YouTube y como modelo transgénero, debutó como actriz pornográfica en el verano de 2021, a los 22 años de edad.
Como actriz ha trabajado para estudios como Grooby Productions, Evil Angel, Gender X, AdultTime, Trans Angels, Trans500, Devil's Film, Pornbox, Zero Tolerance, Trans Taken, Mile High, Brazzers o Transsensual, entre otros.
En 2023 consiguió su primer Premio AVN a la Mejor artista transexual revelación, sucediendo a Jade Venus. Ese mismo año también sería nominada a la Mejor escena de sexo con transexual por Your Holographic Dream Girl, junto a Dante Colle.
Ha grabado más de 170 películas.

## Premios y nominaciones
| Año  | Ceremonia            | Resultado | Premio                                              | Trabajo                                         |
| ---- | -------------------- | --------- | --------------------------------------------------- | ----------------------------------------------- |
| 2022 | Trans Erotica Awards | Ganadora  | Mejor nueva cara                                    | —                                               |
| 2022 | Trans Erotica Awards | Nominada  | Mejor escena de sexo chico/chica                    | Masseuse Brittney Kade Gets Her Ass Fucked      |
| 2023 | Premios AVN          | Ganadora  | Mejor artista transexual revelación                 | —                                               |
| 2023 | Premios AVN          | Nominada  | Mejor escena de sexo con transexual                 | Your Holographic Dream Girl                     |
| 2024 | Premios AVN          | Nominada  | Artista transexual del año                          | —                                               |
| 2024 | Premios AVN          | Nominada  | Mejor escena de sexo con transexual                 | TNT 4                                           |
| 2024 | Premios AVN          | Nominada  | Mejor escena de sexo transexual en grupo            | Lesbians Love Trans                             |
| 2024 | Premios AVN          | Nominada  | Mejor escena de sexo transexual en realidad virtual | The Heartbreaker                                |
| 2024 | Premios XBIZ         | Nominada  | Artista transexual del año                          | —                                               |
| 2024 | Premios XBIZ         | Ganadora  | Mejor escena de sexo transexual                     | Wasteland Ultra                                 |
| 2025 | Premios AVN          | Ganadora  | Artista transexual del año                          | —                                               |
| 2025 | Premios AVN          | Nominada  | Mejor actuación dramática en película transexual    | Bachelor Party Surprise                         |
| 2025 | Premios AVN          | Nominada  | Mejor escena de sexo con transexual                 | Custom Carwash                                  |
| 2025 | Premios AVN          | Nominada  | Mejor escena de sexo transexual en grupo            | Bachelor Party Surprise                         |
| 2025 | Premios AVN          | Ganadora  | Mejor escena de sexo transexual en grupo            | Gorgons & Goddesses                             |
| 2025 | Premios AVN          | Nominada  | Mejor escena de sexo transexual en grupo            | Trans Rave                                      |
| 2025 | Premios XMA          | Nominada  | Artista transexual del año                          | —                                               |
| 2025 | Premios XMA          | Ganadora  | Mejor escena de sexo transexual                     | Gorgons and Goddesses                           |
| 2025 | Premios XMA          | Nominada  | Mejor escena de sexo transexual                     | Bachelor Party Surprise: A Jim Powers Spotlight |
| 2025 | Premios XMA          | Nominada  | Mejor escena de sexo transexual                     | My TS Stepsister 9                              |
| 2025 | Premios XMA          | Nominada  | Mejor escena de sexo transexual                     | Candy Shop                                      |